# Guicheng (métro de Foshan)
Guicheng (chinois : 桂城 ; pinyin : guìchéng) est une station de correspondance entre la ligne Guangfo et la ligne 3 du métro de Foshan.

## Situation ferroviaire
Sur la ligne Guangfo, Guicheng se situe entre Route Nangui (zh) et Chao’an (zh).
Sur la ligne 3, Guicheng se situe entre Zhen’an et Xiyue (zh).

## Histoire
La construction de la station commença le 28 juin 2007. Le 31 juillet 2008, une doline a fait s’effondrer une section de 40 mètres d’un mur. Heureusement, personne ne fut blessé ni tué.
Le 28 et le 29 octobre 2010, la station ainsi que la 1re phase de la ligne Guangfo effectuait un essai, pendant quel les passagers voyageaient gratuitement. Le 3 novembre, la station est mis en service formellement.
Le 23 août 2024, la station est devenue une station de correspondance dès l’inauguration de la 2e phase de la ligne 3.

## Services aux voyageurs

### Desserte
Chaque sous-stations de Guicheng dispose d'un quai central encadré par les deux voies de la ligne. La sous-station de la ligne 3 se situera sous la sous-station de la ligne Guangfo.

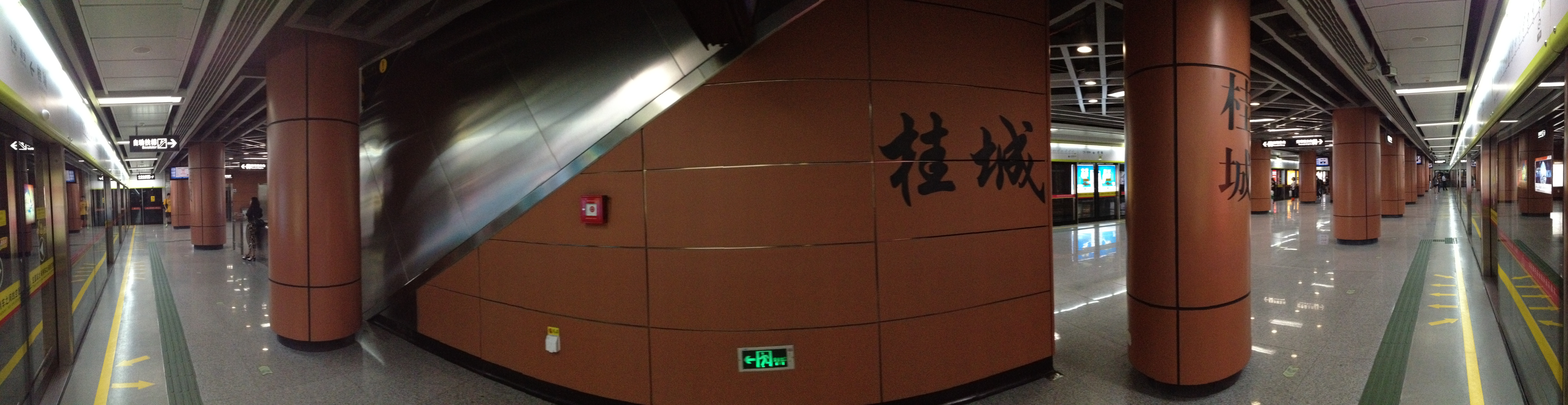
La sous-station de la ligne Guangfo en 2014.

### Accès et accueil
La station dispose quatre bouches:
|        |                                                  |                                                                               |
| Sortie | Accessibilité                                    | Destinations les plus proches                                                 |
| A      | Escalier mécanique                               | Centre commercial                                                             |
| B      | Surface podotactile Escalier mécanique           | Gouv. du district de Nanhai Bureau de police Bureau de poste Arrêts d’autobus |
| D1     | Surface podotactile Escalier mécanique           | Arrêt d’autobus                                                               |
| D2     | Surface podotactile Escalier mécanique Ascenseur | Centre des dons du sang Centre commercial Arrêt d’autobus                     |
| E      | Surface podotactile Escalier mécanique Ascenseur | Arrêts d’autobus                                                              |